# يي هونج
يي هونج (هانغل: 이홍) هي عارضة كورية جنوبية، ولدت في 1974 في سول في كوريا الجنوبية.